# Mutigny
Mutigny é um pequeno município do departamento de Marne, na região de Grande Leste, no norte da França.